# Wacław Drojanowski
Wacław Ignacy Drojanowski (ur. 29 sierpnia?/10 września 1896 w Mławie, zm. 8 lutego 1981 w Warszawie) – polski samorządowiec i urzędnik II Rzeczypospolitej.

## Życiorys
Urodził się w 1896. Był synem Walentego Drojanowskiego i Leontyny z domu Węgierskiej. Ukończył studia prawnicze na Wydziale Prawa Uniwersytetu Poznańskiego (według innego źródła był magistrem nauk politycznych). W okresie II Rzeczypospolitej pracował w służbie samorządowej. Sprawował stanowisko starosty powiatu włodzimierskiego, następnie wicewojewody lwowskiego od 21 lutego 1930, z którego 27 listopada 1931 został wybrany przez Radę Miasta Lwowa na urząd Prezydenta Lwowa (31 grudnia 1931 ogłoszono jego przeniesienie ze stanowiska wicewojewody we Lwowie na naczelnika wydziału w Głównym Urzędzie Statystycznym); pełnił funkcje komisarycznego prezydenta Lwowa (wyznaczony na to stanowisko przez Związek Miast Polskich) oraz dyrektora Okręgowej Izby Skarbowej w Warszawie. Członek zarządu Związku Miast Polskich w 1932 roku. Po wybuchu antysemickich zamieszek we Lwowie w listopadzie 1932 roku doprowadził do przyjęcia przez radę miejską proklamacji potępiającej rozruchy. W odwecie zwolennicy endecji wybili szyby w oknach jego mieszkania.
Z urzędu prezydenta Lwowa zrezygnował w marcu 1936 po tym, jak otrzymał nominację na stanowisko dyrektora departamentu w Ministerstwie Skarbu. W 1937 był protektorem honorowym klubu sportowego LKS Pogoń Lwów.
Podczas II wojny światowej pracował w konspiracji. Działał wówczas na rzecz wsparcia osób z kręgów inteligencji, pozostających bez środków do życia. W grudniu 1939 był inicjatorem i współuczestnikiem akcji odzyskania worków z ogromną sumą pieniędzy (ówczesna równowartość 40 tysięcy dolarów), którą w czasie wrześniowej ucieczki z Warszawy zakopał za Brześciem pracownik ówczesnego Ministerstwa Skarbu Tadeusz Dietrich. Pieniądze te stworzyły fundusz, którym prawie do końca okupacji podziemne władze wspierały najbardziej potrzebujących. Drojanowskiemu udało się także uratować skarb, głównie biżuterię (osiem kilogramów złota, diamentów i innych kamieni szlachetnych) wartości kilku milionów dolarów, który – przechowywany przez szereg zaangażowanych osób – doczekał końca okupacji niemieckiej. W 1945 Drojanowski z grupą najbliższych współpracowników przekazał pudło z całą zewidencjonowaną zawartością ministrowi skarbu Konstantemu Dąbrowskiemu. Otrzymał zdawkowe podziękowania i niewielką rentę.
Po wojnie pracował jako administrator w Obserwatorium Astronomicznym w Warszawie.
Zmarł 8 lutego 1981 w Warszawie. Został pochowany w rodzinnej Mławie.
Jego żoną była Barbara, do 1936 przewodnicząca Miejskiego Komitetu Pomocy Pozaszkolnej we Lwowie.

## Odznaczenia
- Krzyż Oficerski Orderu Odrodzenia Polski (1967, za działalność w czasie okupacji)[2][16][17]
- Złoty Krzyż Zasługi (2 listopada 1938, za zasługi w służbie państwowej)[19].